# Răstoaca (okręg Vrancea)
Răstoaca – wieś w Rumunii, w okręgu Vrancea, w gminie Răstoaca. W 2011 roku liczyła 1811
mieszkańców